# 테무르 라히모프
테무르 바흐티요로비치 라히모프(타지크어: Темур Бахтиёрович Раҳимов, 러시아어: Тему́р Бахтиёрович Рахи́мов, 1997년 7월 8일~)는 타지키스탄의 유도 선수이다. 2024년 하계 올림픽 남자 헤비급 동메달을 획득했다.

## 경력
1997년 타지키스탄 공화국 직할구 레닌스키구의 우즈베키스탄계 가정에서 태어났다. 6살 때 할아버지인 루스탐이 레슬링 경기장에 데려간 것을 계기로 투기 종목에 입문했으며 9살 때까지 태권도를 수련하다가 유도로 전향했다.
2014년에 타지키스탄 청소년 국가대표로 발탁되었고 그 해 12월 홍콩에서 열린 아시아 유스 선수권 대회에서 은메달을 획득했다. 2016년에 타지키스탄 성인 국가대표가 되었으며 그 해 10월 우즈베키스탄 타슈켄트에서 열린 유도 그랑프리 대회를 통해 성인 대표 데뷔전을 가졌다. 2018년 9월에는 아제르바이잔 바쿠에서 열린 2018년 세계 선수권 대회에 참가하여 3연승을 거뒀고 우즈베키스탄의 베크무라트 올티바예프와 체코의 루카시 크르팔레크에게 패하여 7위를 기록했다.
2019년 3월 모로코 마라케시에서 열린 유도 그랑프리 대회에서 동메달을 획득하여 성인 국제 대회 첫 메달을 획득했다.
2024년 7월 파리에서 열린 2024년 하계 올림픽에 참가했으며 동메달을 획득했다.

## 개인사
동생인 울루그베크 라히모프도 유도 선수이다.